# D. A. Carson
Donald Arthur Carson (nascido em 21 de dezembro de 1946) é um teólogo  Reformado Evangélico e professor do Novo Testamento. Carson é um dos membros de conselho de fundação do The Gospel Coalition. Também é um dos autores da organização Desiring God de John Piper.

## Trabalhos selecionados

### Livros
- Carson, D. A. (1979). The King James Version Debate: A Plea for Realism. Grand Rapids, MI: Baker Books. ISBN 0-8010-2427-7
- ——— (1984). Exegetical Fallacies. Grand Rapids, MI: Baker Books. ISBN 0-8010-2499-4
- ——— (1987). Showing the Spirit: A Theological Exposition of 1 Corinthians 12-14. Grand Rapids, MI: Baker Books. ISBN 978-0-801-02521-1
- ——— (1990). How Long, O Lord?: Reflections on Suffering and Evil. Grand Rapids, MI: Baker Academic. ISBN 0-8010-3125-7
- ———; Morris, Leon; Moo, Douglas J. (1991). An Introduction to the New Testament. Grand Rapids, MI: Zondervan. ISBN 978-0-310-51940-9. OCLC 24218222
- ——— (1991). The Gospel according to John. Col: PNTC. Grand Rapids, MI: Eerdmans. ISBN 0-851-11749-X
- ——— (1992). A Call to Spiritual Reformation: Priorities from Paul and His Prayers 1st ed. Downers Grove, IL: Inter-Varsity Press. ISBN 978-0-851-10976-3
- ——— (1993). The Cross and Christian Ministry: Leadership Lessons from 1 Corinthians. Grand Rapids, MI: Baker Academic. ISBN 0-8010-9168-3
- ——— (1998). The Inclusive Language Debate: A Plea for Realism. Downers Grove, IL: Inter-Varsity Press. ISBN 0-85111-584-5
- ——— (1999). The Difficult Doctrine of the Love of God. Wheaton, IL: Crossway Books. ISBN 1-58134-126-1
- ——— (1998). For the Love of God, 2 volume devotional commentary based on Robert Murray M'Cheyne's system for reading the Bible through in one year. Wheaton, IL: Crossway Books. ISBN 1-58134-815-0
- ——— (2000). Telling the Truth: Evangelizing Postmoderns. Grand Rapids, MI: Zondervan. ISBN 978-0-310-24334-2
- ———; Seifrid, Mark A.; O'Brien, Peter T., eds. (2001). Justification And Variegated Nomism: Volume 1: The Complexities of Second Temple Judaism. Grand Rapids, MI: Baker Academic. ISBN 978-0-8010-2272-2
- ——— (2002). Divine Sovereignty and Human Responsibility: Biblical Perspective in Tension. Eugene, OR: Wipf and Stock. ISBN 978-1-579-10859-5
- ——— (2002). Gagging of God, The: Christianity Confronts Pluralism. Grand Rapids, MI: Zondervan. ISBN 978-0-310-24286-4
- ———; Seifrid, Mark A.; O'Brien, Peter T., eds. (2004). Justification And Variegated Nomism: Volume 2: The Paradoxes of Paul. Grand Rapids, MI: Baker Academic. ISBN 978-0-8010-2741-3
- ——— (2005). Becoming Conversant with the Emerging Church: Understanding a Movement and Its Implications. Grand Rapids, MI: Zondervan. ISBN 0-310-25947-9
- ———; Moo, Douglas J. (2005). An Introduction to the New Testament Revised 2nd ed. Grand Rapids, MI: Zondervan. ISBN 978-0-310-23859-1
- ——— (2008). Christ and Culture Revisited. Grand Rapids, MI: Baker Academic. ISBN 0-8028-3174-5
- Carson, D. A.; Beale, G. K., eds. (2008). Commentary on the New Testament Use of the Old Testament. Grand Rapids, MI: Baker Academic. ISBN 0-8010-2693-8
- ——— (2008). Memoirs of an Ordinary Pastor: The Life and Reflections of Tom Carson. Wheaton, IL: Crossway Books. ISBN 1-4335-0199-6
- ——— (2009). The Intolerance of Tolerance. Grand Rapids, MI: Eerdmans. ISBN 978-0-802-83170-5
- ——— (2010). Scandalous: The Cross and Resurrection of Jesus. Wheaton, IL: Crossway Books. ISBN 1-4335-1125-8
- ——— (2010). Sermon on the Mount: An Exposition of Matthew 5-7. [S.l.]: Paternoster. ISBN 978-1-850-78889-8
- ——— (2010). The God Who Is There: Finding Your Place In God's. Grand Rapids, MI: Baker Books. ISBN 978-0-801-01372-0
- ——— (2012). Jesus the Son of God: A Christological Title Often Overlooked, Sometimes Misunderstood, and Currently Disputed. Wheaton, IL: Crossway Books. ISBN 978-1433537967
- ——— (2015). Praying with Paul: A Call To Spiritual Reformation 2nd ed. Grand Rapids, MI: Baker Academic. ISBN 978-0-801-09710-2 - revised edition of A Call to Spiritual Reformation of 1992
- Carson, D. A., ed. (2016). The Enduring Authority of the Christian Scriptures. Downers Grove, IL: Inter-Varsity Press. ISBN 978-1783594603

### Capítulos e contribuições
- ——— (1984). «Matthew». In:  Gaebelein, Frank E. Expositor's Bible Commentary: Matthew-Luke. 8. Grand Rapids, MI: Zondervan. ISBN 978-0-310-36500-6

### Artigos
- ——— (1 de junho de 1993). «Evil and Suffering in the World of a Good and Sovereign God». Reaper: 6–9, 36
- ——— (25 de março de 1994). «Five Gospels, No Christ: In their attempt to rescue the Bible from conservatives, scholars in the Jesus Seminar became liberal fundamentalists». Christianity Today. 38 (5): 30–33
- ——— (1 de agosto de 1995). «Jesus the Temple of God». The Evangelical Magazine of Wales: 8–9
- ——— (15 de novembro de 1999). «Are Christians Required to Tithe?». Christianity Today. 43 (13). 94 páginas
- ——— (1999). «On Distorting the Love of God». Bibliotheca Sacra. 156: 3–12